# 坊 (越南)

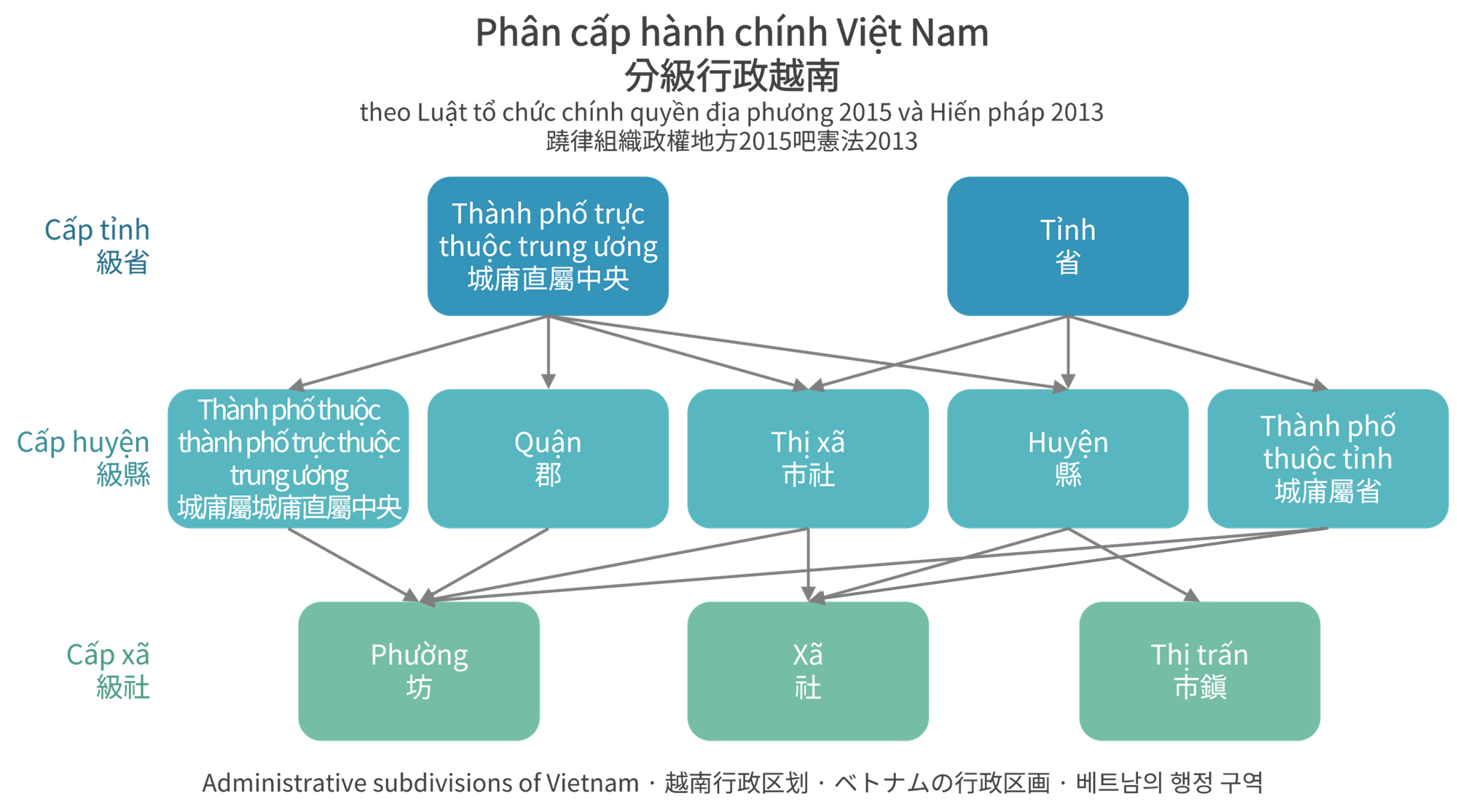
1992年憲法確立的越南行政分區

坊（越南语：／)是越南的第二级行政單位，过去隶属于省辖市、市社和郡，其行政级别与市镇和社同级。坊在越南行政区划的地位中相当于中国大陸的街道办事处或台灣的里。2025年，越南決定廢除所有縣級行政單位，坊因此成为越南的第二级行政区划。

## 參看
1. ↑  . 人民军队报网. 越南. 2025-04-03  [2025-04-24].
2. ↑  . 越南通讯社. 2025-04-13  [2025-04-24]. （原始内容存档于2025-05-01）.